# Platystele papillosa
Platystele papillosa är en orkidéart som beskrevs av Carlyle August Luer. Platystele papillosa ingår i släktet Platystele och familjen orkidéer. Inga underarter finns listade i Catalogue of Life.